# Тенишевское училище
Те́нишевское училище — дореволюционное среднее учебное заведение Санкт-Петербурга.

## История
Училище было организовано на основе 3-классной общеобразовательной средней школы, основанной в 1898 году князем В. Н. Тенишевым, которая в 1900 году получила статус коммерческого училища.
Первоначально училище размещалось в жилом доме на Загородном проспекте, а с 1900 года — в построенном для него на выделенные Тенишевым средства здании на Моховой улице (дома 33—35).
Обучение длилось 8 лет (семь общих и один специальный класс) и давало выпускникам права окончивших реальное училище. Общий курс был шире, чем в других учебных заведениях. В числе специальных предметов изучались счетоводство, коммерческая арифметика и корреспонденция, товароведение, экономическая география. Но основное внимание уделялось естественнонаучным предметам, которые преподавались в течение всех 8 лет обучения, преимущественно в лабораторных условиях. Велись практические занятия по физике, химии, географии и другим предметам, широко применялся метод образовательных экскурсий. При училище имелись оранжерея и обсерватория. Однако в училище не преподавался латинский язык, и его выпускникам, собиравшимся в университет, приходилось самостоятельно его изучать и сдавать экзамен в городском учебном округе.
Через некоторое время после открытия в Тенишевском училище была принята, по образцу высших учебных заведений, семестровая система: ученики стали переводиться в следующий класс не раз в году, а два, причём и сами классы получили название семестров. Таким образом, у руководителей школы появилась возможность оставлять отстающих учеников не на целый год, а только на полгода.
Как отмечалось в «Отчете о состоянии коммерческого образования в России за 1903-4 учебный год в учебных заведениях ведомства М-ва финансов»:

В младших классах все обучение основывается на классных работах (число учащихся в классе допускается не более 25); задавание на дом, применяемое в весьма небольшом количестве, преследует главным образом воспитательные цели… Воспитание в учащихся серьезного и сознательного отношения к занятиям значительно облегчается отсутствием в училище формальных стимулов учения: переводных экзаменов и оценки успехов отметками. Учащиеся переводятся из класса в класс по постановлению педагогического комитета… училище придает большое значение правильному физическому воспитанию… не меньшее значение Тенишевское училище полагает в нравственном воспитании учащихся… стремится всеми зависящими от него мерами к единению с семьей… допускает посещение родителями уроков и устраивает периодически родительские собрания, для совместного обсуждения различных вопросов, касающихся школьной жизни учащихся.

Учащиеся издавали журнал «Тенишевец», в 1914—1916 годах — литографированный журнал «Юная мысль» (8 номеров). В концертном зале училища устраивались концерты и спектакли, вечера «Современной поэзии и музыки»; проводились различные собрания и съезды.
Первый выпуск состоялся в 1905 году.
Училище было передано в ведение Народного комиссариата просвещения на основании декрета СНК от 5 июня 1918 года.
29 ноября 1921 года помещение в здании училища на Моховой улице было передано Театру юных зрителей. Ныне здесь располагается Учебный театр «На Моховой» Российского государственного института сценических искусств.

## Известные преподаватели
См. также: Преподаватели Тенишевского училища
- Н. П. Анциферов (с 1918)
- Н. И. Березин (география)
- М. В. Бернацкий (политэкономия)
- В. Н. Верховский
- В. Н. Всеволодский-Гернгросс
- В. В. Гиппиус (русская словесность, директор с 26 июня 1917)
- И. М. Гревс
- Г. М. Григорьев (физика)
- А. Я. Закс (история)
- А. С. Лаппо-Данилевский
- А. Л. Липовский (русский язык)
- Э. Ф. Лесгафт (естествознание, космография и геология)
- Г. Ф. Линсцер (немецкий язык; директор с 1908 года)
- А. Я. Острогорский (русский язык; директор до 1908 года)
- С. И. Полнер (математика)
- В. В. Половцов
- Л. В. Пумпянский
- Г. К. Соломин
- Г. М. Фихтенгольц
- П. Б. Шаскольский
- В. Р. Зоммер (история)

Политэкономию преподавал Василий Иванович Каспаров; математику — Мария Александровна Второва, Александр Борисович Сахаров и Николай Филиппович Сидоров; Закон Божий — Дмитрий Фёдорович Гидаспов и Яков Матвеевич Светлов; французский язык — Вильфред Армандович Лера; рисование — Дмитрий Карпович Педенко.

## Известные выпускники
…В Тенишевском были хорошие мальчики. Из того же мяса, из той же кости, что дети на портретах Серова.
— Мандельштам О. Египетская марка. — Ленинград: Прибой, 1928. — С. 120
См. также: Выпускники Тенишевского училища
до 1917 года
- О. Э. Мандельштам (1907)
- Д. В. Наливкин (1907)
- В. М. Жирмунский (1908)
- Н. А. Бруни (1909)
- Я. М. Захер (1910)
- Н. Н. Розенталь (1910)
- Д. В. Скобельцын (1910)
- Н. А. Адуев
- Л. В. Берман (1912)
- Л. В. Розенталь (1912)
- Н. Н. Купреянов (1912)
- А. Н. Егунов (1913)
- В. Г. Ромм (1914)
- Н. В. Станюкович
- Г. М. Крепс
- Е. М. Крепс (1916)
- Б. М. Арцыбашев
- А. П. Великанов (1917)
- О. В. Волков (1917)
- В. В. Набоков (1917)
- Е. И. Рабинович
- Е. М. Чепцов

после 1917 года
- В. Г. Адмони
- С. Д. Дрейден
- Э. Л. Линецкая
- Е. С. Молло
- В. С. Познер
- Н. К. Чуковский (1921)
- Л. К. Чуковская